# Kóvár
Kóvár (szlovákul: Koláre) község Szlovákiában, a Besztercebányai kerületben, a Nagykürtösi járásban.

## Fekvése
Nagykürtöstől 23 km-re délnyugatra, az Ipoly jobb partján fekszik.

## Nevének eredete
Neve minden valószínűség szerint a szláv kovar (= kovács) szóból származik. A névnek azonban több más magyarázata is létezik. Egyesek szerint a kabar népnévből való és a magyarokhoz csatlakozott kabar törzs letelepedési helyére utal. A falu egykori jegyzője szerint a falu neve a Koch-vár szóösszetételből származik, a közeli vár ura ugyanis Koch Pál volt.

## Története
A mai község területén, az újkőkorban a lengyeli kultúra települése állt. A mai települést 1247-ben "Koar" alakban említik először. 1290-ben "Kuari", 1299-ben "Kouar", 1328-ban "Koary", 1338-ban "Koar" alakban szerepel a korabeli forrásokban. A falu kezdetben a Hont-Pázmány nemzetség birtoka volt. 1303-tól Kóváry Miklós a birtokosa, a család a 18. századig maradt tulajdonos a községben.
Egy 1244-es oklevél szerint határában egykor kis vár állott, melyet "Haradissa Castrum" néven említenek. 1425-ben említik a falu Szent Miklós kápolnáját, majd 1526-ban plébániája is szerepel írott forrásban. A falu birtokosai egykor a Murányi, Kubinyi és Prónay családok voltak. Később a Géczyek, Dubraviczkyek, Ebeczkyek szerepelnek a nagyobb birtokosok között. 1715-ben 7, 1720-ban 17 háza állt. 1828-ban 75 házában 450 lakos élt, akik mezőgazdasággal, szőlőtermesztéssel foglalkoztak.
Vályi András szerint "KOVÁR. Magyar falu Hont Várm. földes Urai  több Uraságok, lakosai katolikusok, fekszik Nagy Csalomiához 2/4, B. Gyarmathoz 2/4 órányira, és annak filiája, legelős réttye elég, és jó, de fája eggyikféle sints, sem szőlő hgye, termett gabonájokat a’ B. Gyarmati piatzon szokták el adni."
Fényes Elek szerint "Kóvár, (Kolári), Honth m. magyar falu, az Ipoly mellett, B. Gyarmathoz 3/4 mfld: 247 kath., 92 evang. lak. Van termékeny szántófölde, rétje, szőleje, erdeje, és vizimalma. F. u. Géczy, Kubinyi, Ebeczky, Dubraviczky." Archiválva 2007. szeptember 27-i dátummal a Wayback Machine-ben
A trianoni békeszerződésig Hont vármegye Ipolynyéki járásához tartozott. A trianoni békeszerződés 1920-ban Csehszlovákiához csatolta. Határának az Ipoly bal partjára eső része azonban magyar birtok maradt és Újkóvár néven önálló községgé alakult, melyet 1926-ban Balassagyarmathoz csatoltak. Kóvár 1938 és 1944 között átmenetileg ismét Magyarországhoz tartozott.
A Beneš-dekrétumok általi jogfosztottság miatt 1946-ban lakosságának fele a befagyott Ipolyon keresztül, ingóságaival együtt Magyarországra menekült. Később sokan visszatértek szülőfalujukba, de Kóvár lakosságának egyötöde végleg Magyarországon telepedett le.
A kóvári Csemadok alakuló közgyűlésére 1951. augusztus 26-án kerül sor az akkori állami iskola udvarán amelyen a vezetőség megválasztását követően a losonci Csemadok csoportja ad kultúrműsort. Az akkor megválasztott vezetőség tagjai: Rados Pál elnök, Cseri Antal alelnök, Szabó László titkár, Gresina Antal pénztáros, Balkó Bertalan ellenőr, Dénes Bertalan ellenőr.

## Népessége
| Év:            | 1994. | 2004.   | 2014.    | 2024.   |
| -------------- | ----- | ------- | -------- | ------- |
| Emberek száma: | 325   | 307     | 262      | 240     |
| Eltérés:       |       | -5,53 % | -14,65 % | -8,39 % |

| Év:            | 2023. | 2024.   |
| -------------- | ----- | ------- |
| Emberek száma: | 241   | 240     |
| Eltérés:       |       | -0,41 % |

1880-ban 433 lakosából 389 magyar, 23 szlovák, 2 német anyanyelvű és 19 csecsemő volt.
1910-ben 539 lakosából 525 magyar, 4 szlovák, 1 román és 9 egyéb nemzetiségű.
2001-ben 313 lakosából 253 magyar és 57 szlovák volt.
2011-ben 272 lakosából 190 magyar és 70 szlovák.

## Neves személyek
- Itt született 1836-ban Kubinyi Ferenc nyelvész, régész, történetíró. Szülőházán emléktábla, sírja az evangélikus temetőben található.
- Innen származik Csáky Pál (1956-) író, politikus, mérnök, Szlovákia volt miniszterelnök helyettese.

## Nevezetességei
- Szent István király tiszteletére szentelt római katolikus temploma – a régi templom maradványainak felhasználásával – 1899-ben épült, neobarokk stílusban.
- A klasszicista Kubinyi-kúrián Kubinyi Ferenc emléktáblája áll.

## Szakrális emlékei

#### Szent István király római katolikus templom
A falu régi egyházashely, Szent Mihályról nevezett kápolnáját már 1425-ben jegyezték „capella s. Nicolai” formájában. 1526-ban „ecclesia de. Kovar” alakban szerepelt az okiratokban. A régi kápolnát a XIX. század végén hat méterrel megtoldották, három méterrel magasították, a régi falakat is felhasználva. 1899-re felépült a község egyhajós, félköríves szentélyű neobarokk római katolikus temploma, s Szent István lett annak második patrónusa. A festmény, amely a szent királyt ábrázolja, amint kardját és magyar koronát felajánlja a Szűzanyának, ma is látható. A templomot 2010-ben újították fel. 

#### Jézus Szíve-kápolna
A templomkertben található, a helybeliek által Jézus Szíve-kápolnaként emlegetett szakrális kisemléket a Nászali család építtette. Az újabb keletű, piros téglából épült „kápolnácska” egy betonalapon áll. Nemrégiben fehér vakolattal vonták be. Valójában egy képoszlopról van szó, melynek a félkörívben végződő üvegajtaja mögötti fülkében egy Jézus Szíve-szobor és két térdeplő angyal látható. Jézus fehér ruhában, bordó palástban áll, vérző két kezével szíve felé mutat. A szárnyas angyalok egyike hosszú fehér, a másik kék ruhában térdel. 

## Regék Kóvárról

#### Az arany ökröcskék legendája
Valamikor réges-régen vót egy nagy uraság Kóváron. Az uraság a mondák szerint jó ember vót, és szerette a népét. Legkedvesebb kincsei közé tartoztak az arany ökröcskék, amik az aranyeke elé vótak fogva. Egyszer ellensíg támadt a falura, a falut fölégették, és sokan elpusztótak, meghóttak. Az arany ökröcskéket az aranyekével elrejtették, és lassan homályba merőt a kincsek holléte. A legenda szerint, ha Kóvár népe újra nagy bajba kerőne, akkor a falu segítségére sietnének az arany ökröcskék. A Kóvári-Koháry uraságnak voltak az arany ökröcskék a címerállatuk.

#### Aranykincs
Több mint száz évvel ezelőtt egy parasztgazda kint dolgozott a mezőn. Tudni kell, hogy a Kóvár körüli rétek nagy része bazsina volt, mai szóval mocsár vette körül Kóvárt az Ipoly árterében. Már kezdett szürkülni, esteledett, amikor egyszer csak fényt látott a parasztember. Ahogy közeledett a tűz fényéhez, az úgy távolodott tőle. A mi gazdánk gondolt egyet, ez biztosan a Ludvért (Lidércfény - a mocsarakban a metángáz magától meggyullad, ezt hívták valamikor ludvércfénynek Kóváron.) Megjelölte a helyet, és másnap világoson ásni kezdett a megjelölt helyen. Láss csodát, valóban aranykincset talált. Az aranyból földet vett, és ő lett a falu legmódosabb gazdáinak egyike. Hálából az Isten dicsőségére keresztet állíttatott, amely a mai napig is áll a falu végén, a főút mellett, Nagycsalomja felé.

## Kultúra
A kóvári népdalokat többek között Ág Tibor gyűjtötte, ezekből legismertebbek:
- Menyecske áll az Ipóba (ének)
- Uram, Istenem (ének)
- Rózsás szilke fakanál (ének)
- Megszóltak megszóltak (ének)
- Jaj de szépet álmodtam (ének)
- Édes kedves feleségem (ének)
- Most hullik a veres szilva (ének)
- Szabad a legénynek (ének)
- Bíró Ancsa feketébe (ének)
- Szombat este megmondom a gazdámnak (ének)
- Kimentem én a szérűre (ének)
- Édesanyám hogyha tudtam volna (ének)
- Édesanyám adjon öt pézt adjon má (ének)

## Képtár

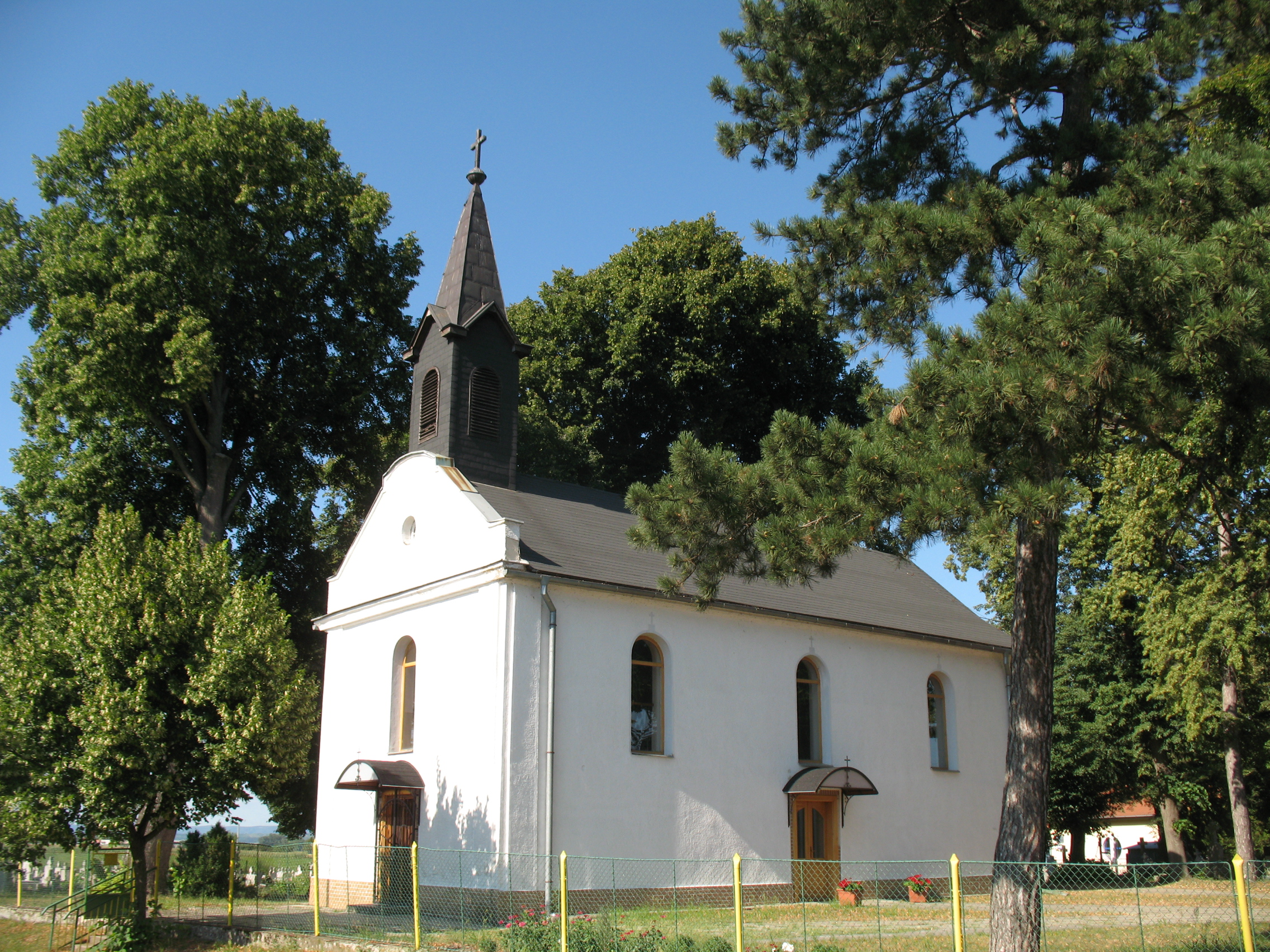
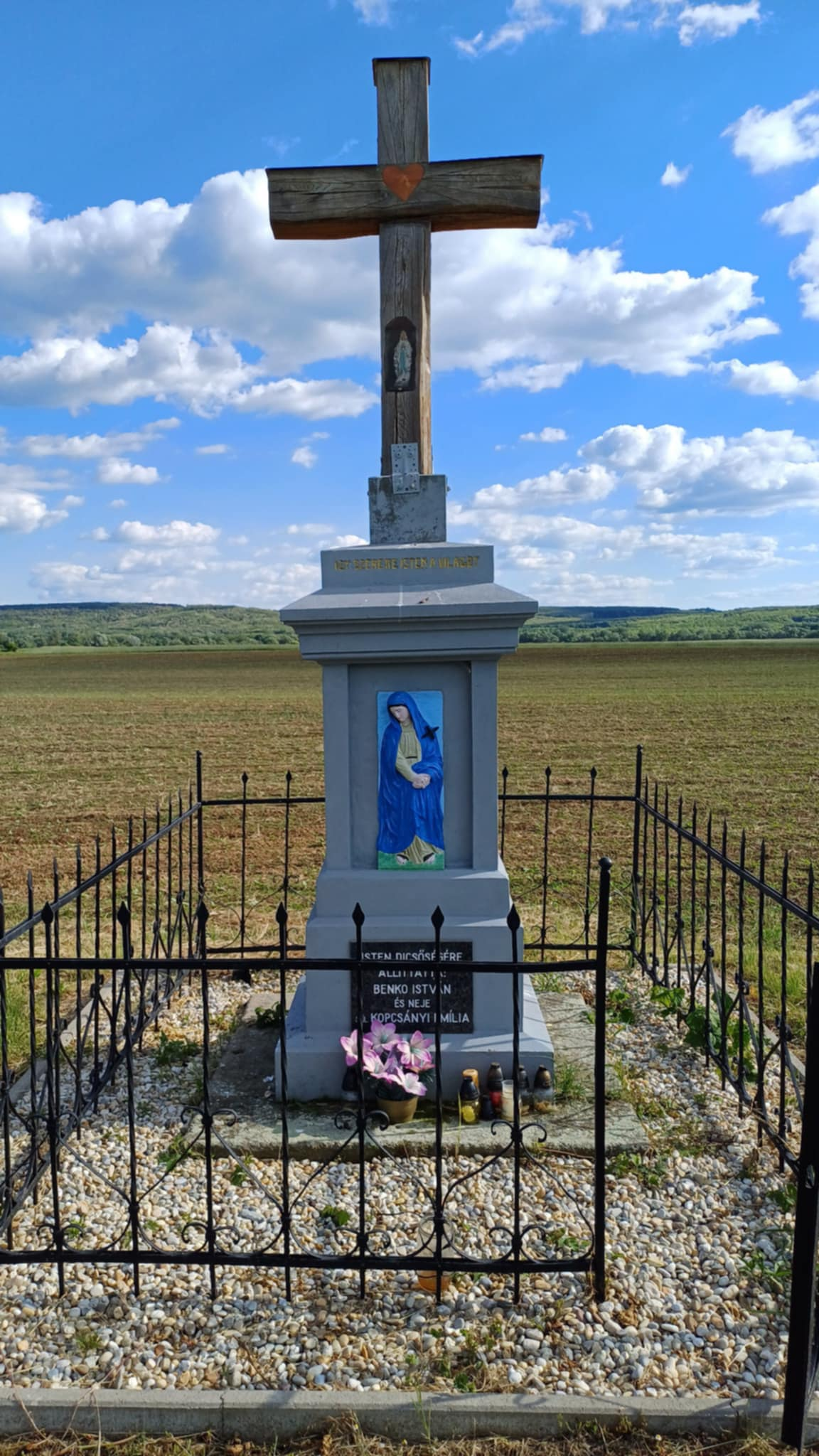
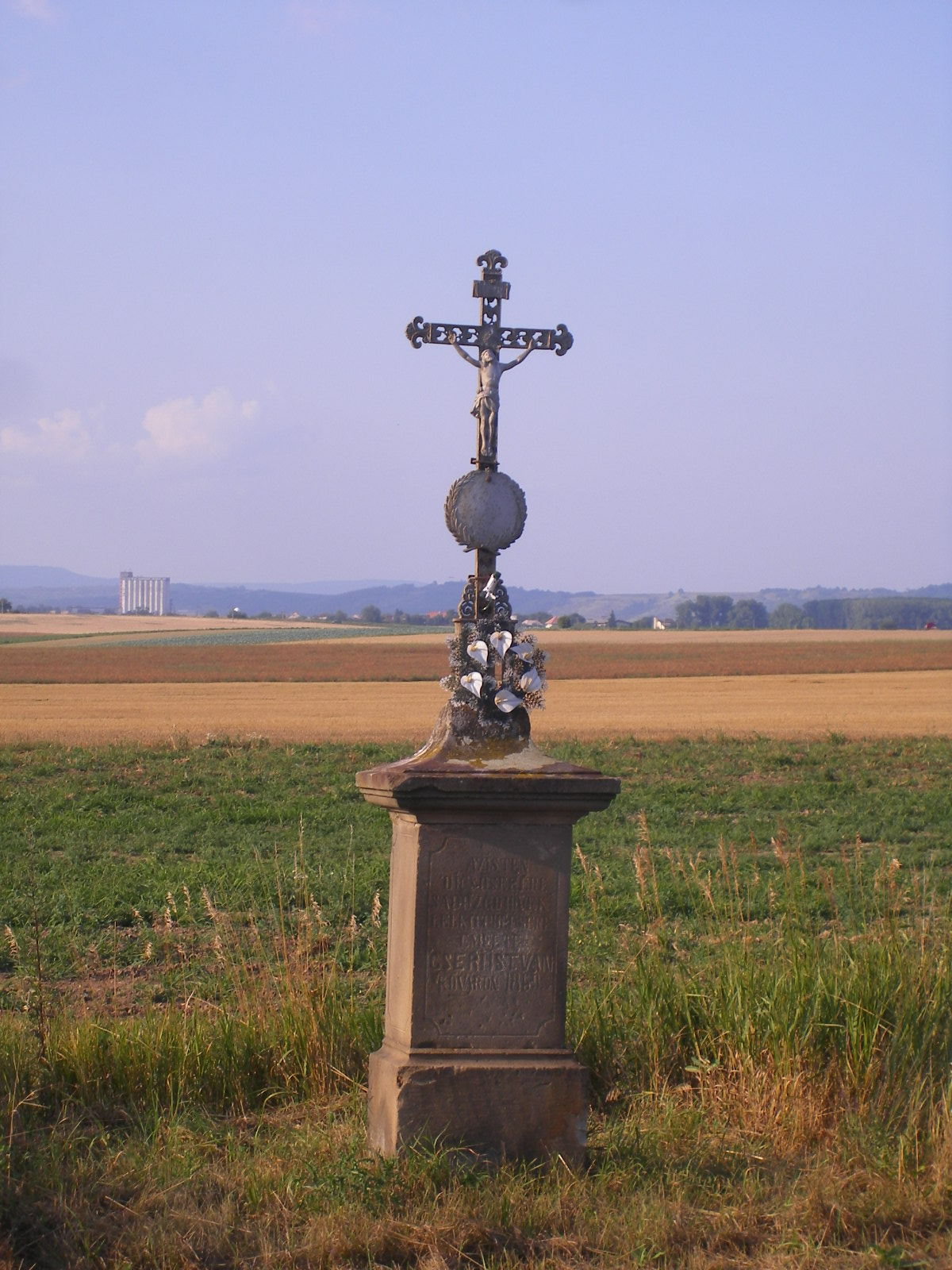
Útmenti feszület a falutól nyugatra
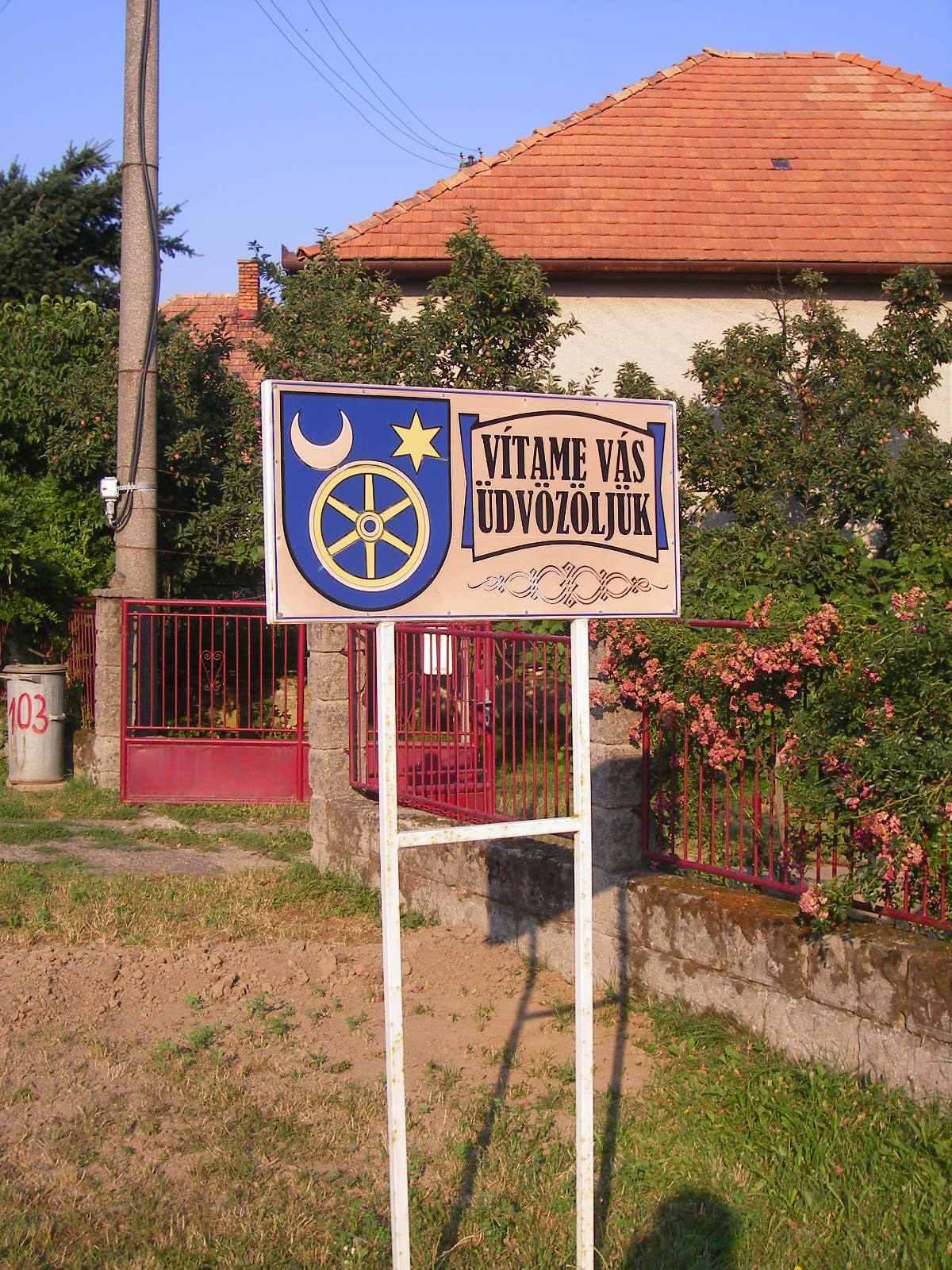
Címeres üdvözlőtábla
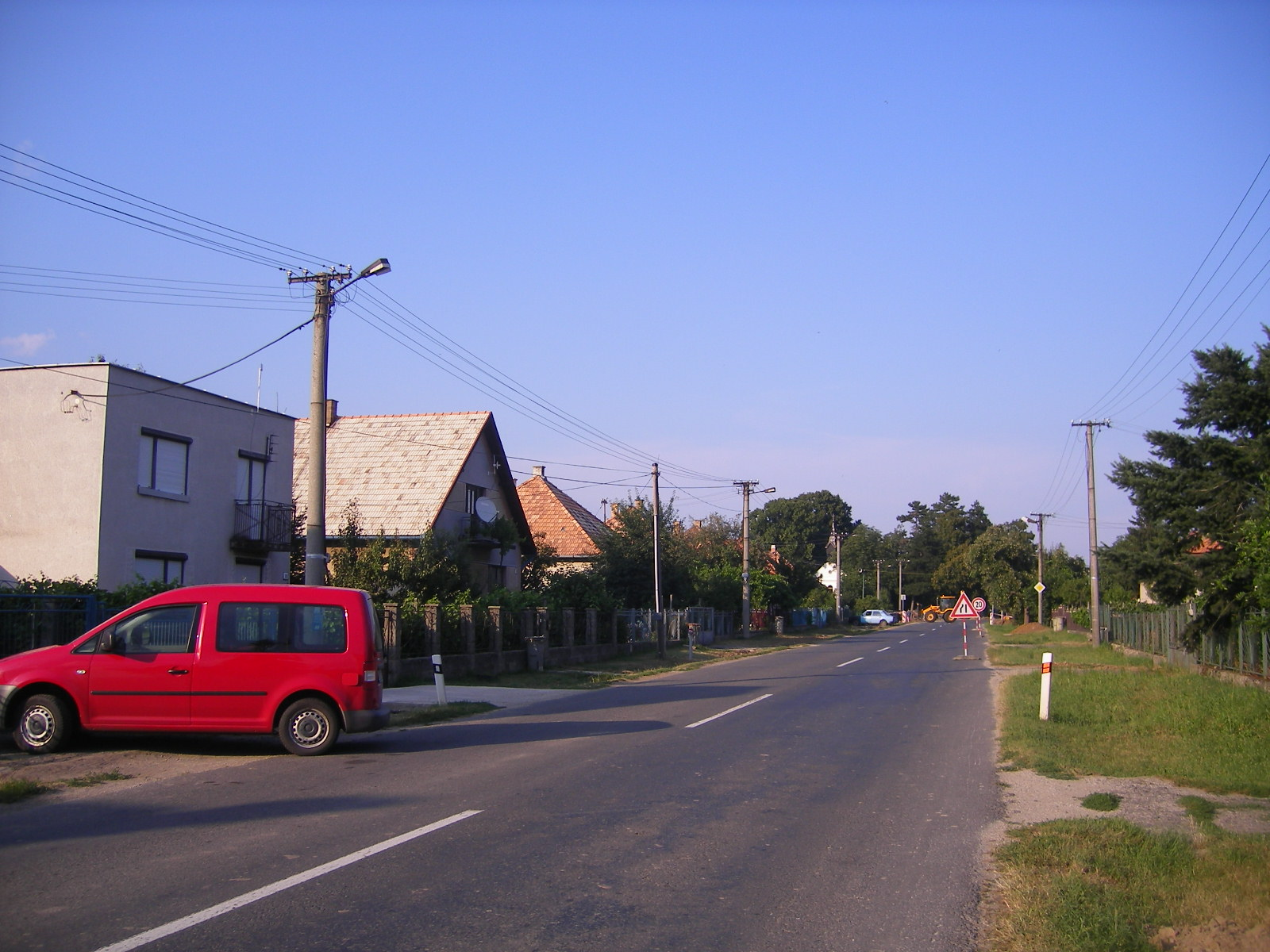
Kóvári utcakép
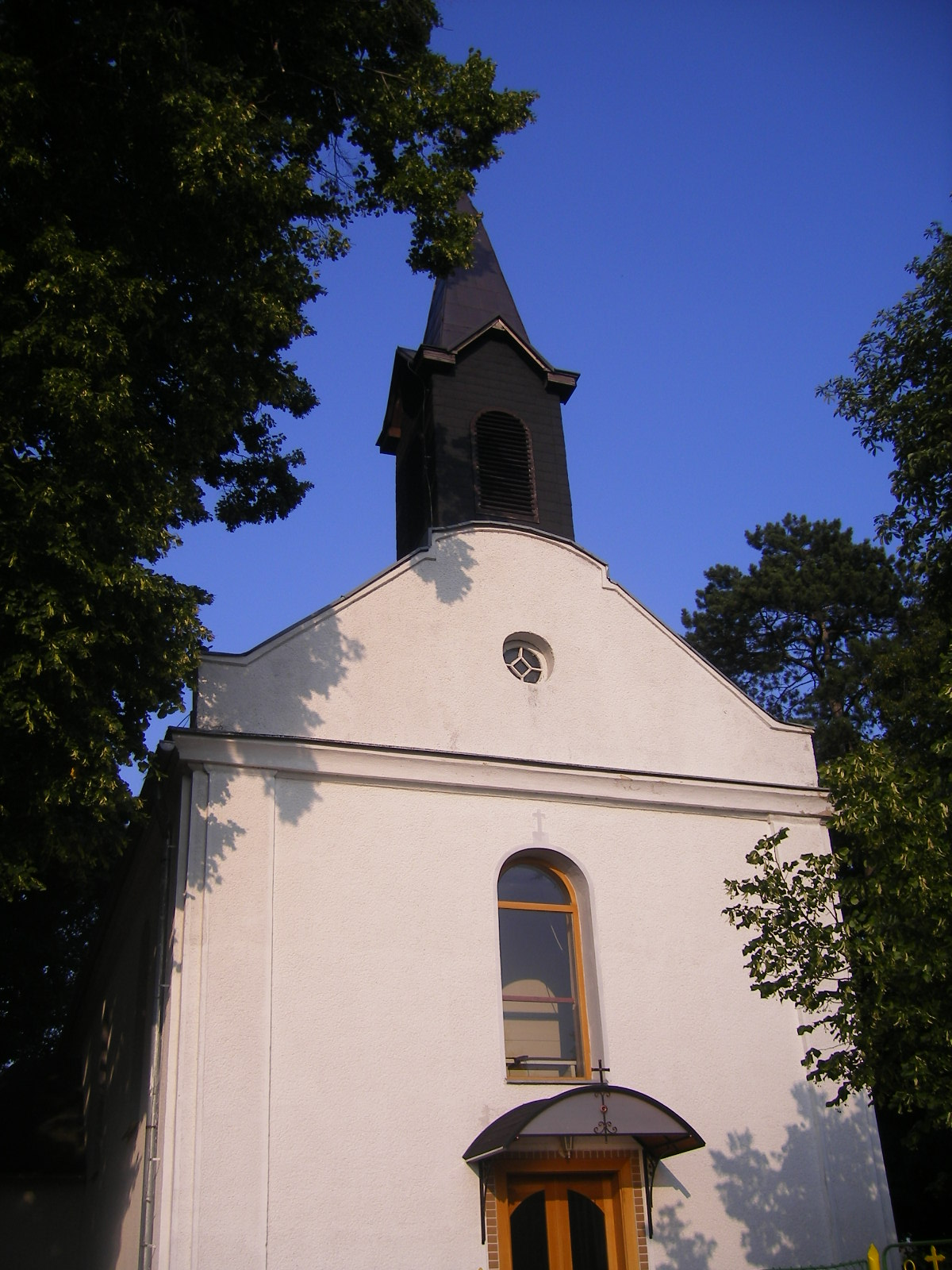
Katolikus templom
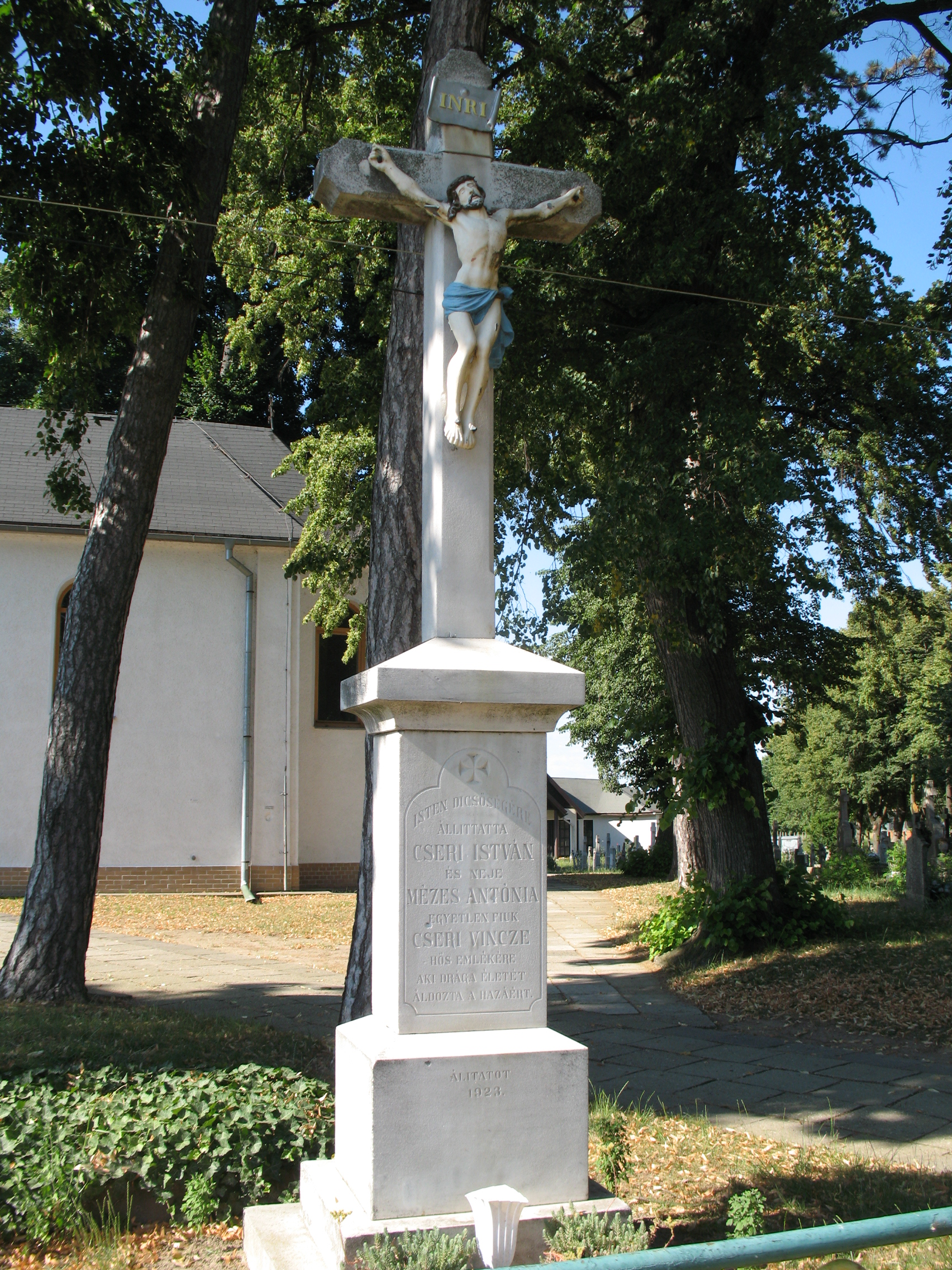
A templom mellett álló feszület
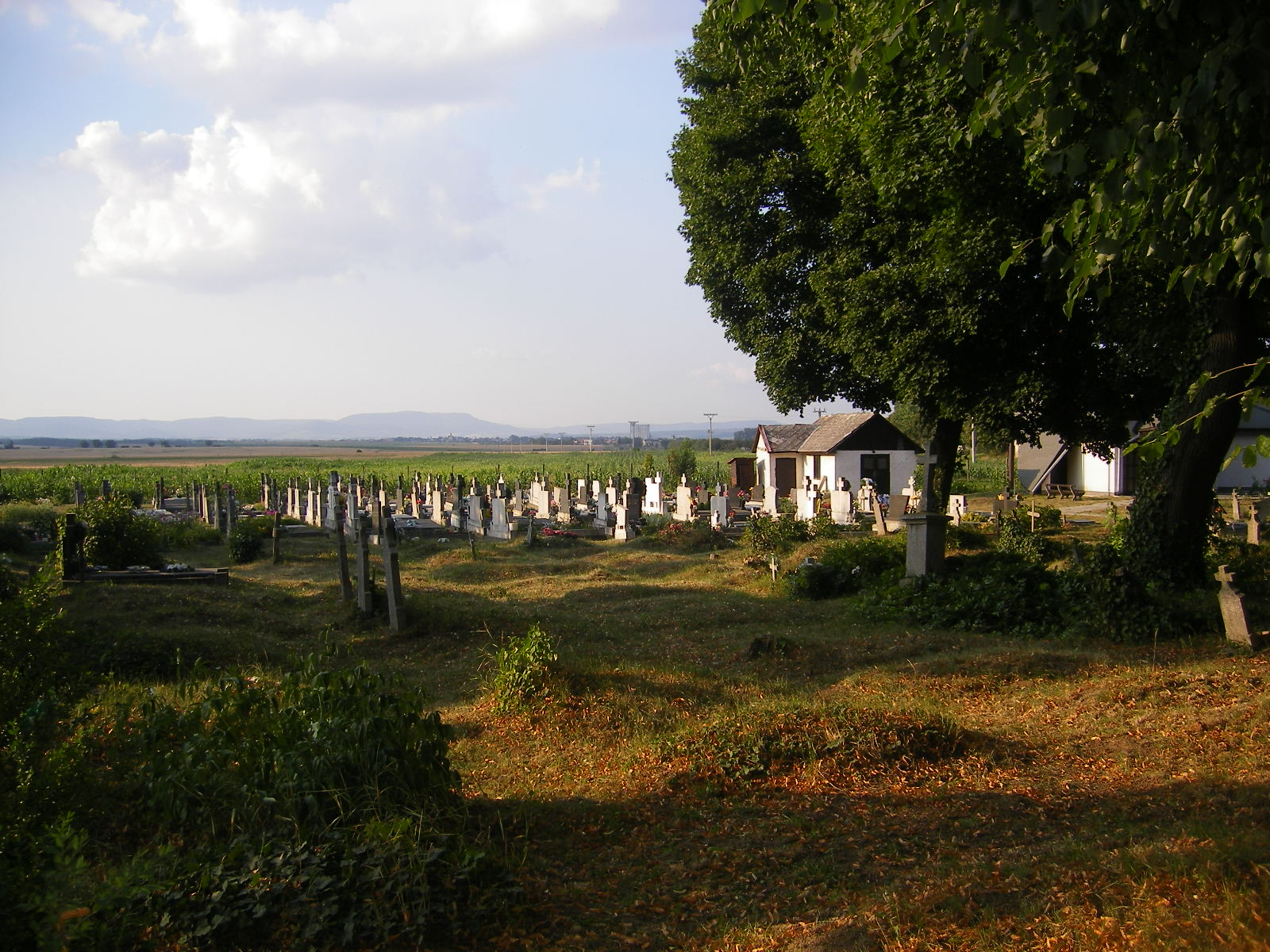
Temető
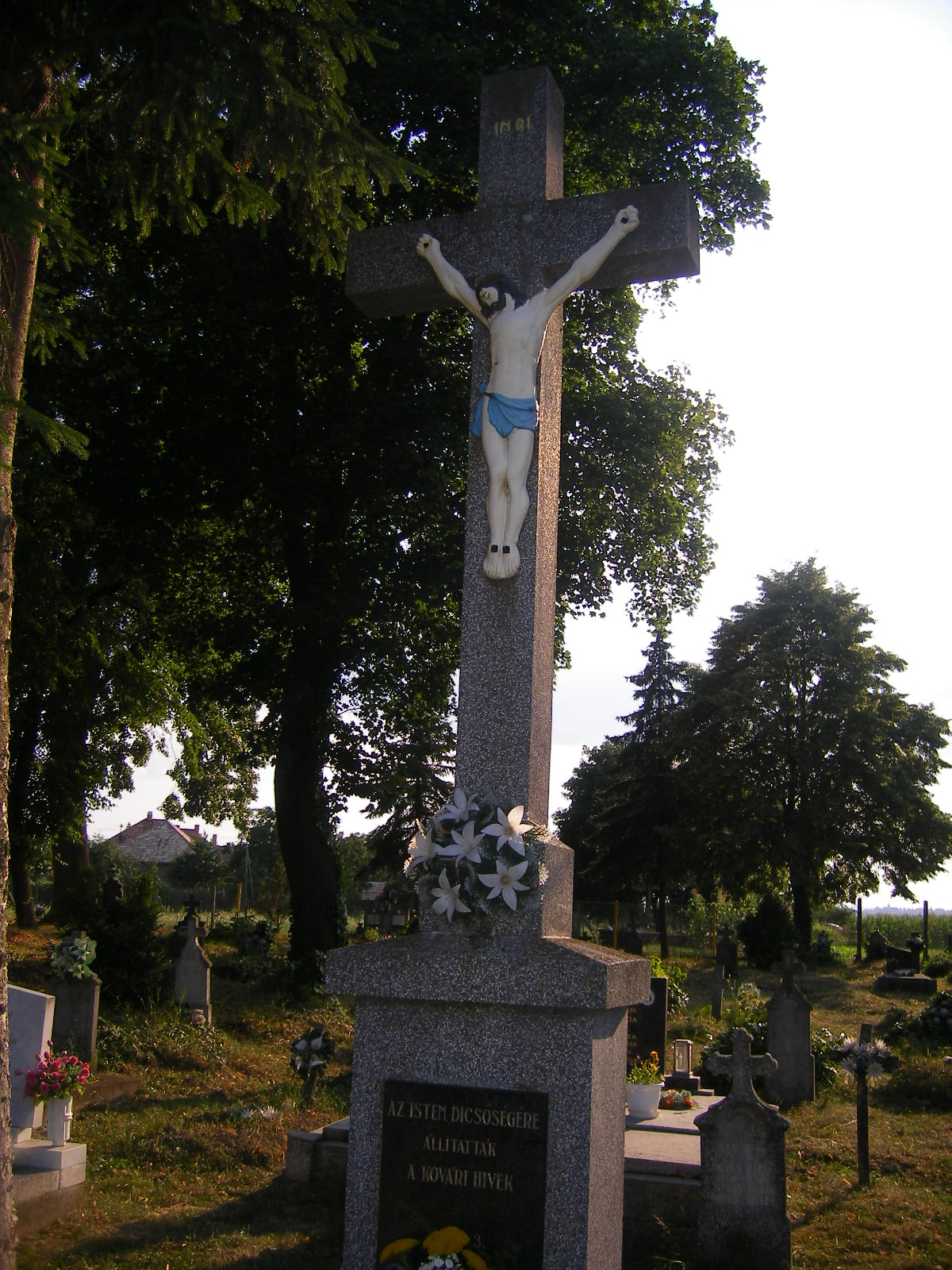
Temetői nagykereszt
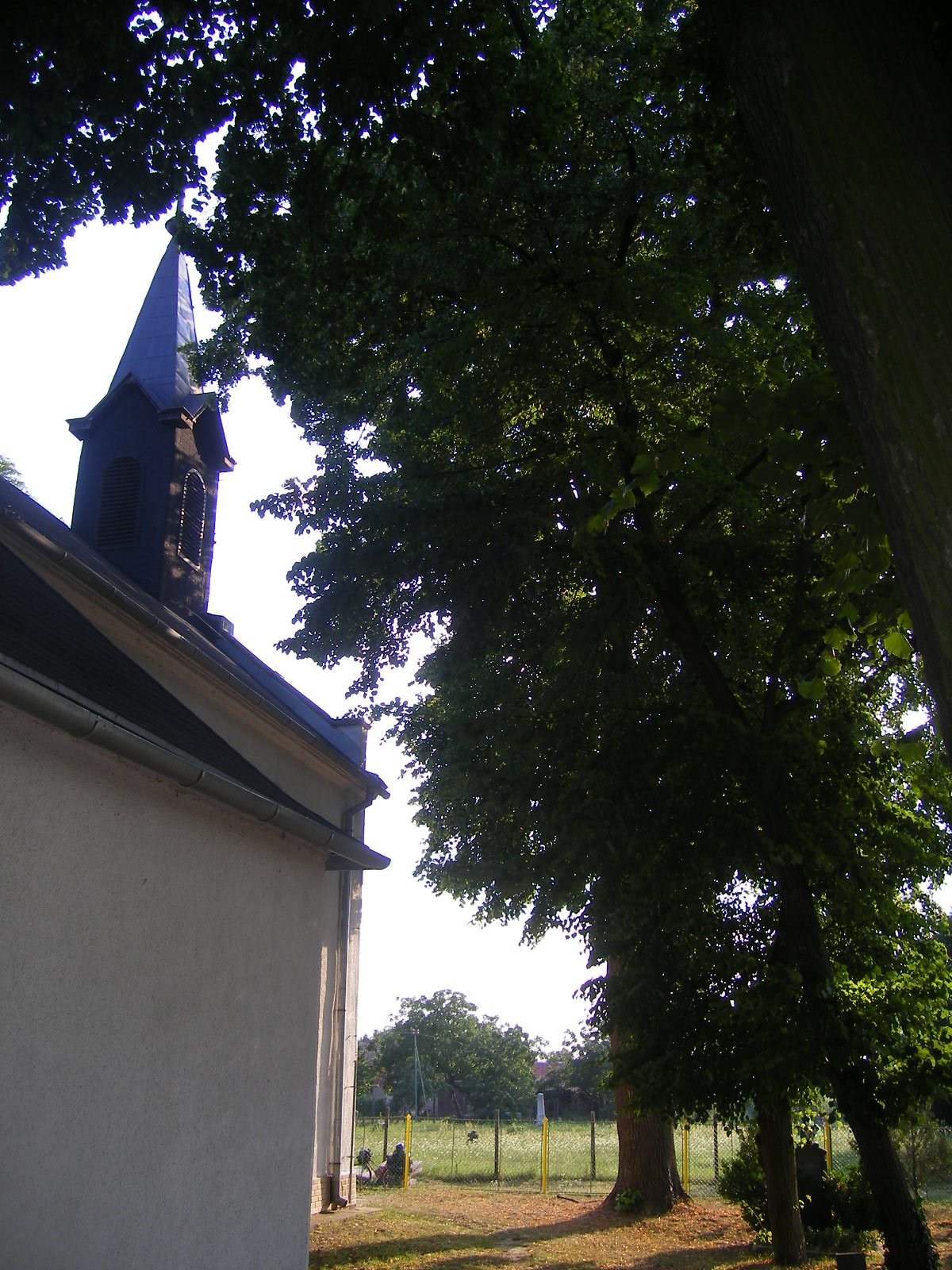
Katolikus templom
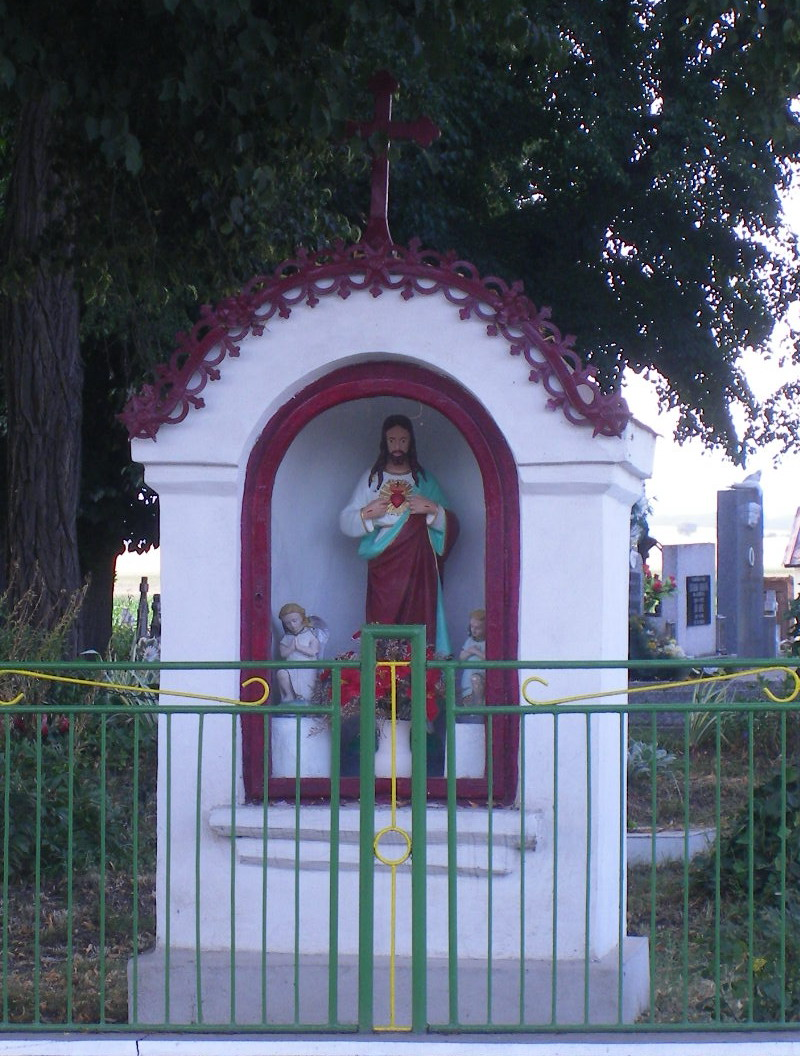
Jézus szíve-kegyhely
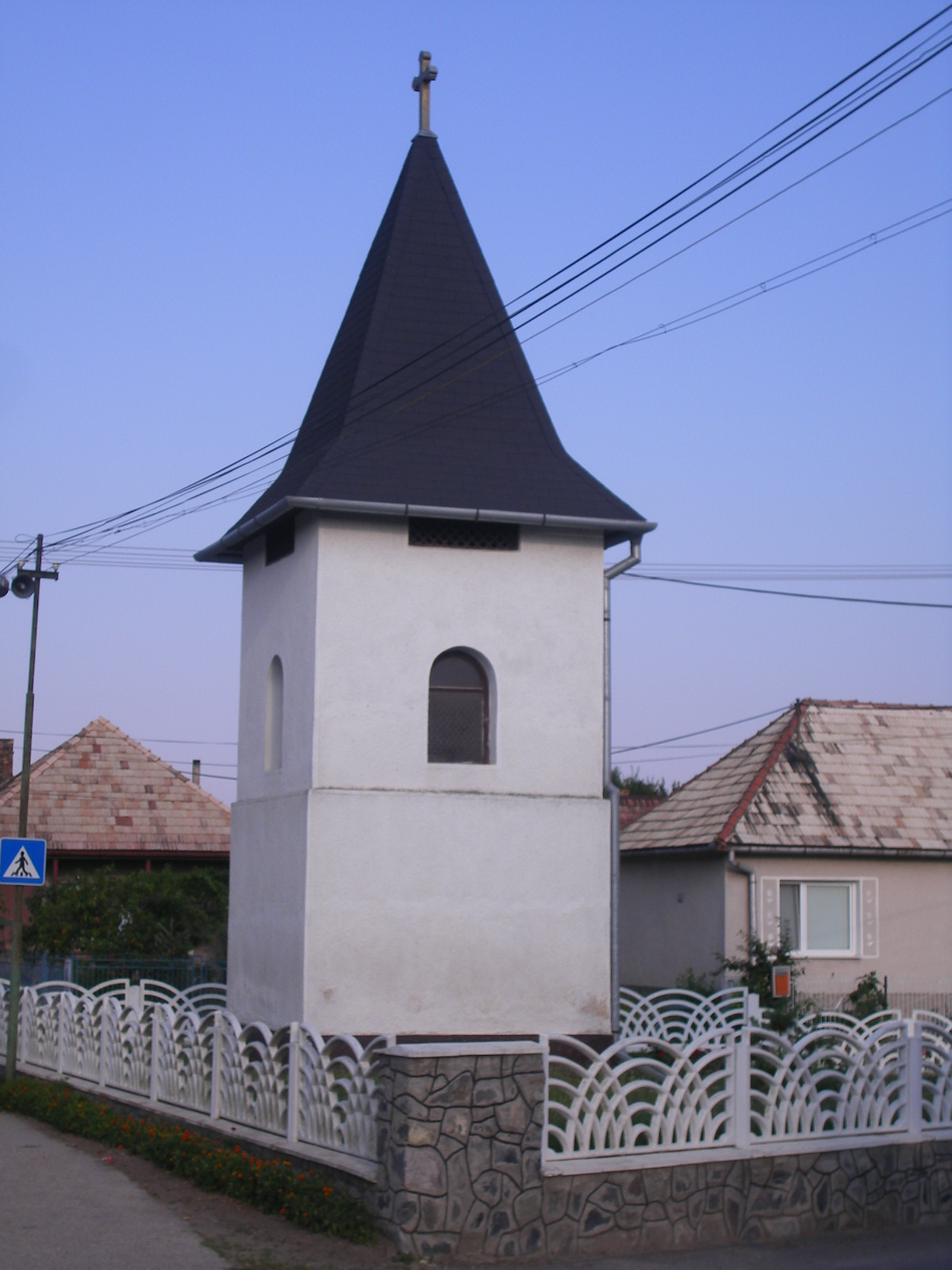
Harangláb
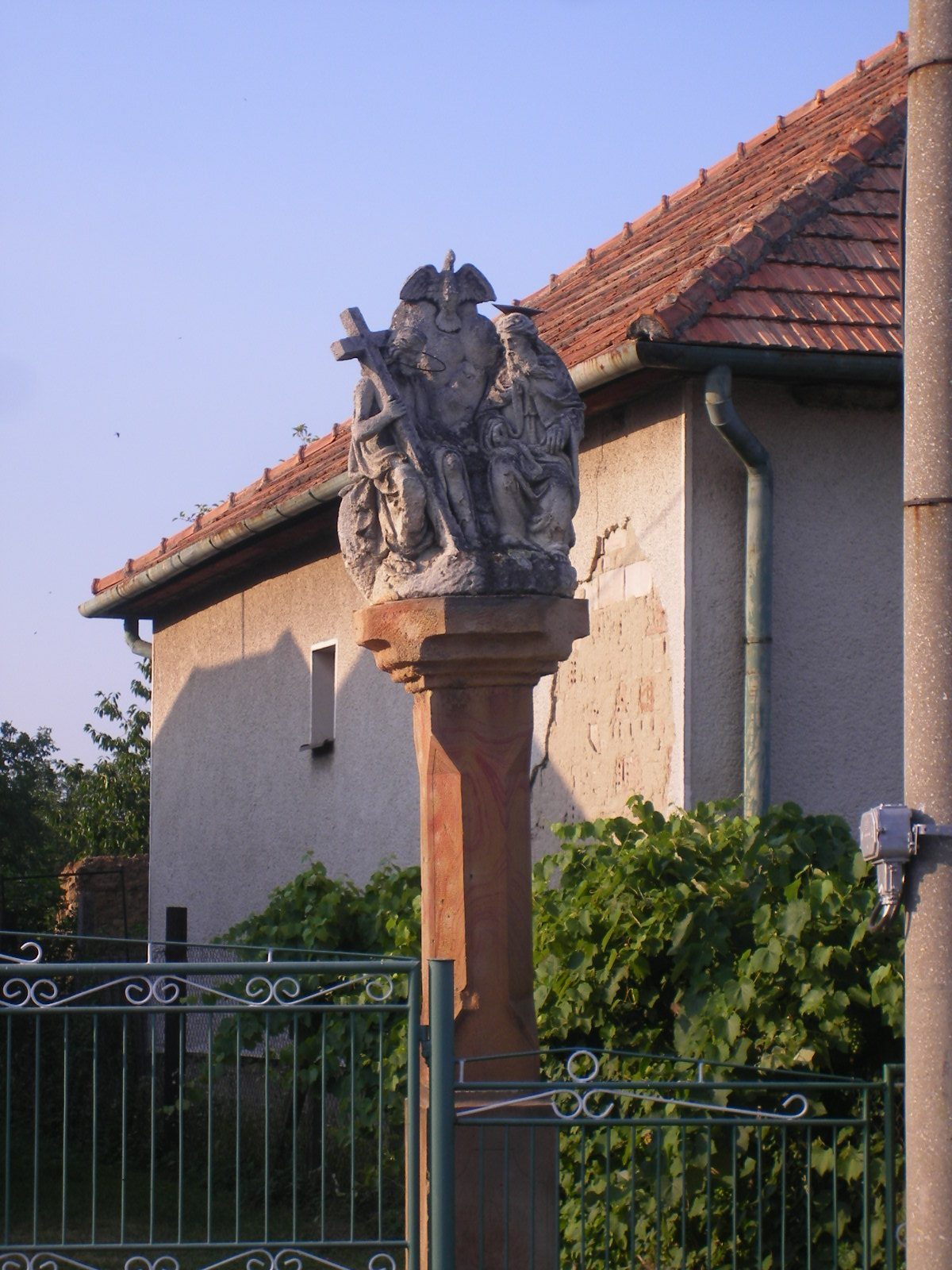
Szentháromság-szobor
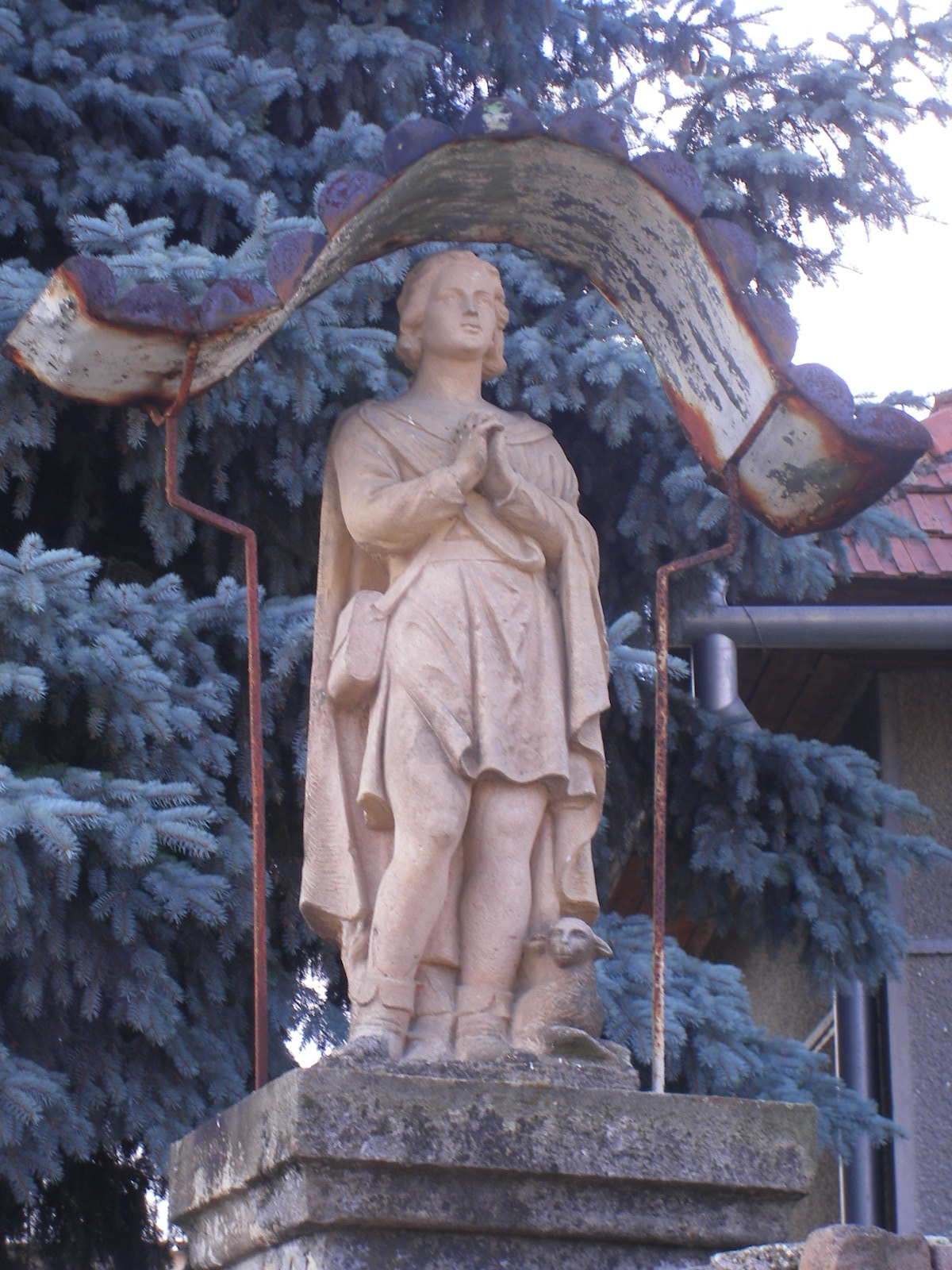
Szent Vendel szobra
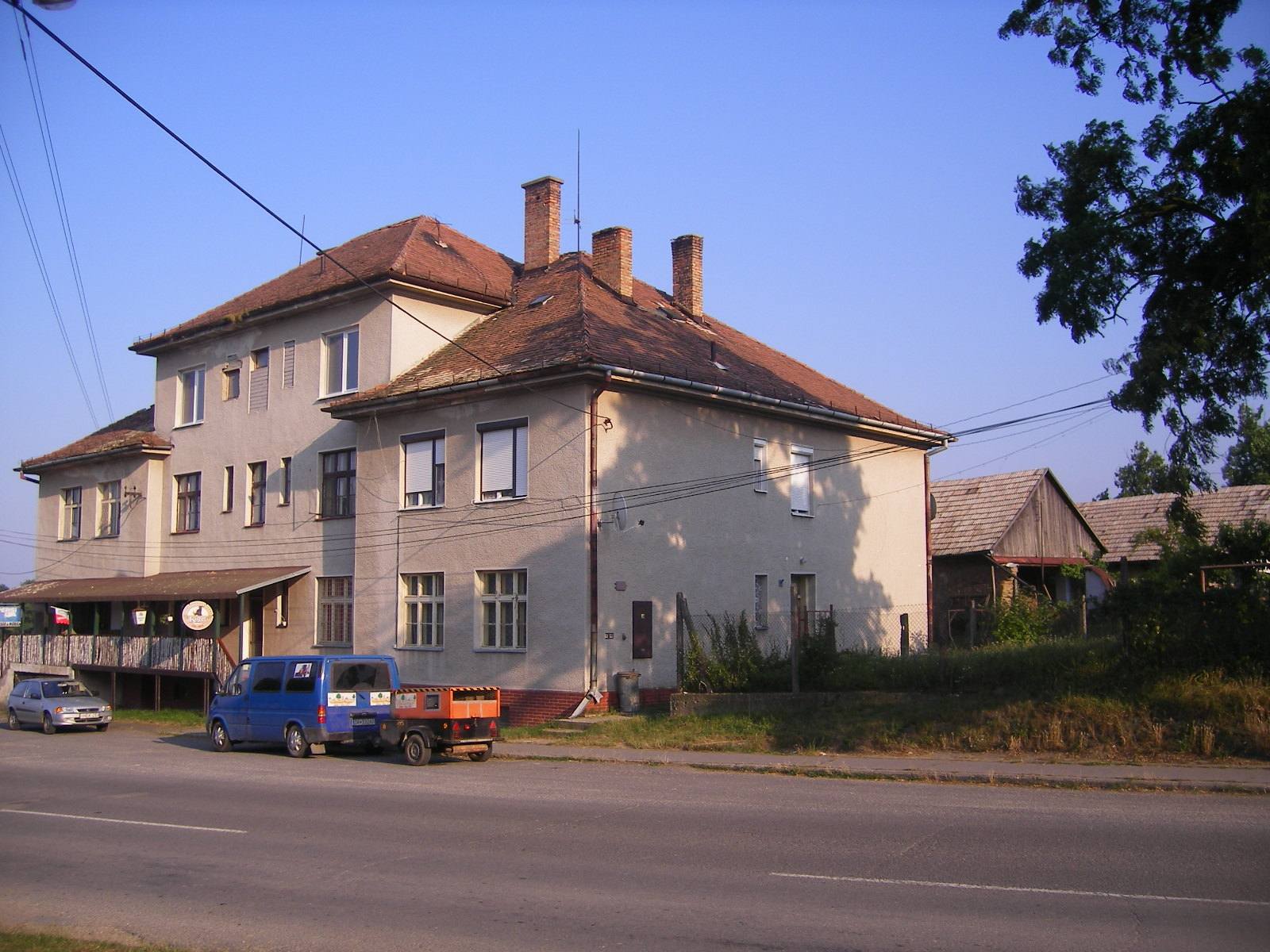
Kóvári utcakép
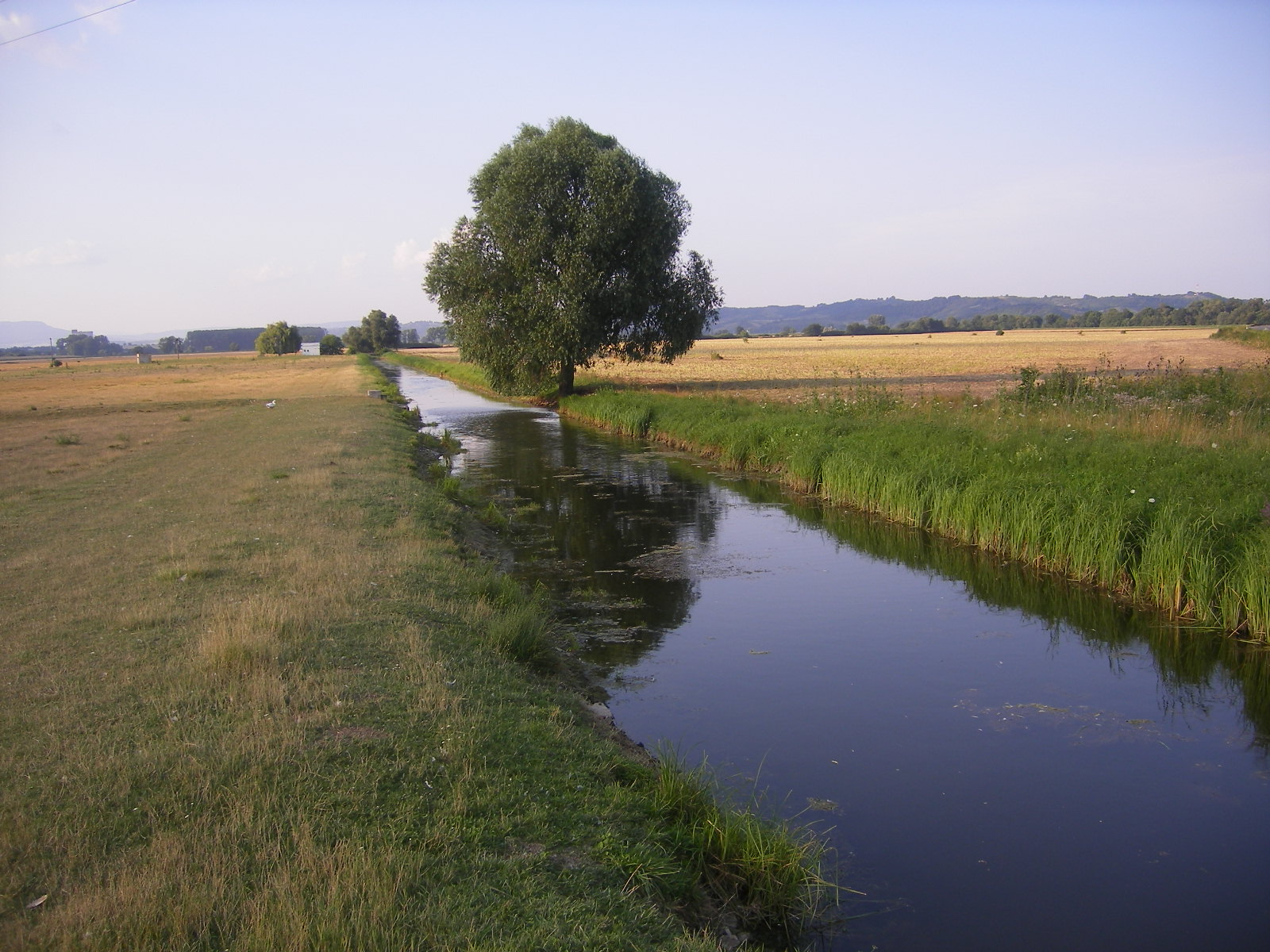
Táj a község keleti részén
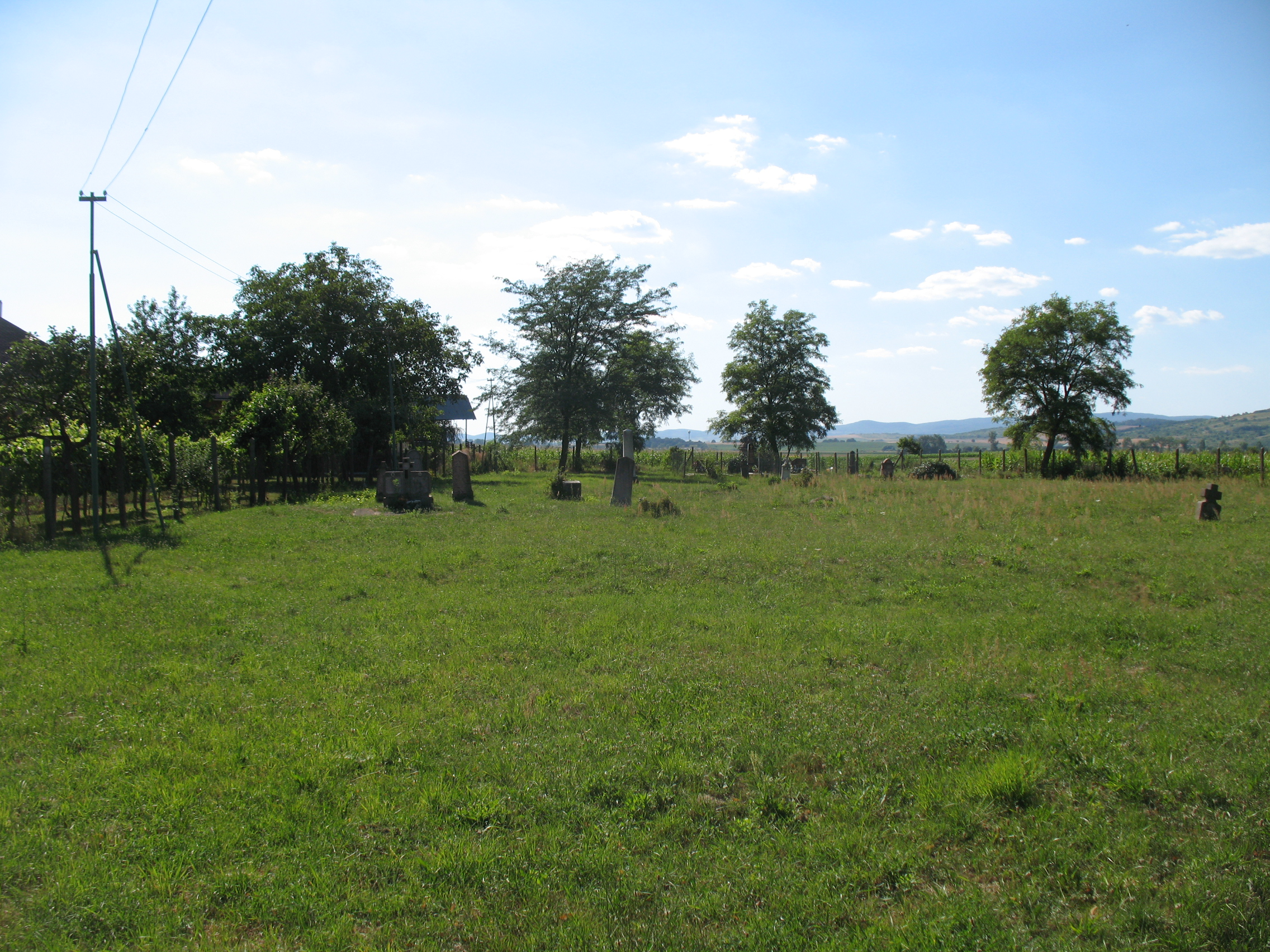
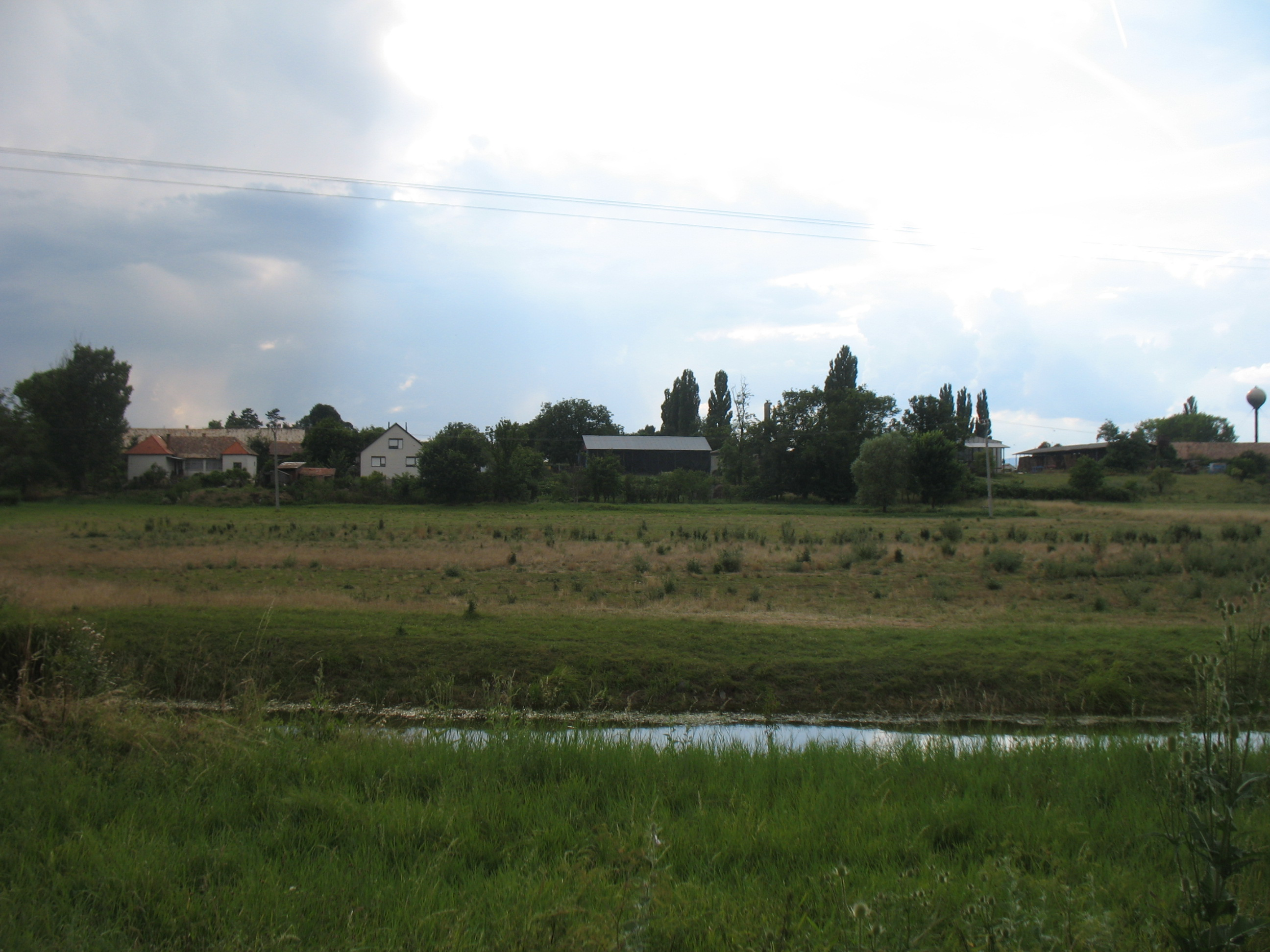

## Külső hivatkozások
- Községinfó
- Kóvár történetéről és jelenéről
- E-obce.sk[halott link]